# 陶治国
陶治国（1958年7月—），男，汉族，山东烟台人，中华人民共和国政治人物。研究生学历，法学博士、管理学博士学位。曾任中央纪委国家监委驻海关总署纪检监察组组长。

## 生平
1975年10月参加工作，1984年12月加入中国共产党。1999年起，历任中共中央组织部办公厅综合处处长、中共中央组织部办公厅副局级调研员兼信访办公室主任、中共中央组织部办公厅副主任、中共中央组织部老干部局局长、中共中央组织部干部监督局局长、中共中央巡视组副部级巡视专员等职。
2017年3月，调任中共吉林省委常委，省纪委书记。同年5月，在中国共产党吉林省第十一届委员会第一次全体会议上再次当选为中共吉林省委常委。2018年2月24日，当选为第十三届全国人大代表。
2019年11月，调任中央纪委国家监委驻海关总署纪检监察组组长。2021年12月，卸任职务。